# Chiara Fuhrmann
Chiara Fuhrmann (* 1995) ist eine deutsche Musicaldarstellerin.
Fuhrmann wurde 1995 geboren und wuchs in Osnabrück auf. Sie absolvierte eine Ausbildung an der Joop van den Ende Academy in Hamburg.
Von September 2021 bis August 2022 war sie im Ensemble der Neuauflage von Wicked – Die Hexen von Oz zu sehen und verkörperte außerdem in manchen Shows als Cover die Rolle der Elphaba.
Von Oktober 2022 bis Oktober 2023 verkörperte Fuhrmann als Walk-In die drei Schuyler Sisters und war zudem im Ensemble von Hamilton im Operettenhaus in Hamburg zu sehen.
Von Oktober 2023 bis September 2024 spielte Fuhrmann alternierend die Hauptrolle der Anna im Musical Die Eiskönigin – Das Musical im Theater an der Elbe. Seit Oktober 2024 spielt sie die Hauptrolle der Julia im Musical & Julia im Operettenhaus und ist damit zum ersten Mal die Erstbesetzung einer Hauptrolle.